# ژان فرانسوا گریمالدی
ژان فرانسوا گریمالدی (انگلیسی: Jean-François Grimaldi؛ زادهٔ ۱۴ ژوئیهٔ ۱۹۸۸) بازیکن فوتبال اهل فرانسه است.
از باشگاه‌هایی که در آن بازی کرده‌است می‌توان به باشگاه فوتبال باستیا اشاره کرد.
وی همچنین در تیم ملی فوتبال Corsica بازی کرده‌است.